# 馬毛島
馬毛島（日语：／ Mage-shima）位於日本九州南側的一個島嶼，是日本第二大無人島，位於種子島西方12公里，屬於大隅群島的一部分，行政區劃隸屬鹿兒島縣西之表市。
在1959年時，島上最多曾經有528人居住，但因島上無河川不適合農業發展，因此居民逐漸移出，直到1980年4月21日最後一位居民移出，馬毛島成為無人島。
但在2007年1月時，在西之表市的戶政資料上有15名人登記居住於此，再度成為有人居住的島嶼。
2011年，日美兩國政府選定馬毛島作為美軍航母艦載機起降訓練的備選地。同時日本政府出資160億日元從東京一開發公司購得該島。